# Aditus ad antrum
L'aditus ad antrum est une grande cavité irrégulière qui mène vers l'arrière depuis le récessus épitympanique dans l'espace aérien volumineux : l'antre mastoïdien.
En arrière de la proéminence du canal du nerf facial, on trouve une éminence arrondie sur la paroi médiale de l'entrée de l'antre. Elle correspond à la position des extrémités ampoulées des canaux semi-circulaires supérieur et latéral.